# Lovosice město
Lovosice město – przystanek kolejowy w miejscowości Lovosice, w kraju usteckim, w Czechach. Znajduje się na wysokości 155 m n.p.m. Położony jest w północnej części miasta.
Jest zarządzany przez Správę železnic. Na przystanku nie ma możliwości zakupu biletów, a obsługa podróżnych odbywa się w pociągu.

## Linie kolejowe
- 090 Kralupy nad Vltavou - Ústí nad Labem - Děčín